# Monestir de la Santa Faç
|  | Per a altres significats, vegeu «Santa Faç (desambiguació)». |

El Monestir de la Santa Faç és un monestir de monges clarisses de clausura on es conserva una relíquia que segons la tradició (si bé no s'han fet estudis científics) hauria estat un dels plecs del drap amb el qual una dona va netejar la cara de Crist camí del Calvari. Al voltant d'aquest monestir s'ha configurat una pedania que pertany majoritàriament al terme municipal d'Alacant.

## La relíquia
El llenç original era un drap de lli amb taques de sang representant una cara. Anys més tard una mà piadosa va remarcar aquestes taques amb pintura roja. La tremenda devoció que va despertar la Santa Faç va provocar que, a poc a poc, el llenç es veiés reduït en grandària a causa dels trossos que tallaven les famílies de gran influència, per la qual cosa va ser col·locat un relicari amb la imatge d'una Santa Faç davant i una imatge de la Verge Maria darrere. És una de les Tres Faces reconegudes pel Vaticà. Les altres dues estan a Jaén (Andalusia) i a Roma (en altres còmputs hi ha quatre: vegeu vera icon i Santa Verònica). Es conserva a l'altar major.

## Història de la relíquia i del monestir

### Orígens
L'origen de la tradició es remunta el segle xv quan el mossèn de Sant Joan d'Alacant Mossén Pere Mena viatja a Roma i se li obsequia amb un venerat llenç de la faç de Crist que havia salvat a la ciutat de Venècia de la pesta. El sacerdot porta el llenç a Sant Joan i el diposita en el fons d'un bagul. Malgrat col·locar-lo en el fons, el llenç sempre apareix en la part superior i és per això pel que decideix treure el llenç en rogativa un 17 de març de 1489 per a demanar la pluja. A l'arribar al Barranc de Lloixa, el Pare Villafranca no pot sostenir el llenç i observa com en brolla una llàgrima.
Després d'aquest van venir més miracles, com el de les Tres Faces, representats en quadres de final del segle xvii pintats pel valencià Joan Conchillos Falcó, conservats en el cambril.

### L'edifici
Al lloc del primer miracle s'alça l'actual Monestir de la Santa Faç amb una façana d'estil barroc. L'edifici actual va ser construït al segle xviii i finalitzat l'any 1766, encara que el monestir ja existia al segle xv.
De l'edifici orignal només se'n conserva una torre fortificada annexa del segle xvi. La torre del monestir de la Santa Faç se situa en un dels laterals del pati hortus del monestir a l'est del claustre. El conjunt arquitectònic està constituït per totes les edificacions incloses en el recinte del monestir, com l'església principal i la resta de volums que es desenvolupen al voltant, així com l'edificació adossada a la torre en un dels seus laterals que defineix un dels alçats de la plaça.
La cronologia de l'edifici és objecte de petites diferències de criteris en la bibliografia consultada. Així, Ruiz situa l'origen el 1584 citant els cronistes de la vila. Aquesta data pràcticament coincideix amb la recollida per Valls i Maestre citant Viravens, que la situa el 1582. En el mateix estudi, Martínez Morella és igualment citat per Valls i Maestre per a assenyalar una data probable de construcció de 1582. Aquest mateix autor afirma que les traces obeïxen a un projecte de Cristobal Antonelli. Finalment, Cutillas Bernal situa la construcció el 1557, data que igualment Vidal pren com referència probable. Aquesta última data és la qual s'esmenta en diferents estudis com l'any en el qual es va urgir a diferents propietaris de l'Horta per a concloure les seves torres, i segons assenyalen Valls i Maestre en aquests anys es van escometre diferents obres en les dependències del convent, projectant fins i tot la construcció d'una altra torre que defensés els llenços no protegits d'aquest.
Totes aquestes dates són coherents amb la descripció del desenvolupament del conjunt urbà que fa Varela. Per a l'autor, a la fi del segle xv (1489) s'acaben les obres d'una església i un claustre en aquell lloc de l'Horta, entre Alacant i Sant Joan. A partir d'aquests elements, comença a desenvolupar-se un caseriu amb un creixement lineal al llarg del camí, i un eixamplament en forma de plaça al costat de la portada principal de l'església.

### La torre
De planta rectangular i volum tronco-piramidal. S'eleva sobre un plint piramidal i presenta planta baixa, tres nivells principals i terrassa accessible i, segons la descripció de Valls i Maestre, va tenir un soterrani avui inaccessible i encegat. El segon nivell presenta al seu torn una subdivisió en dos nivells, i a partir d'aquesta altura l'escala, inicialment de planta rectangular en l'arrencada, reprèn un desenvolupament circular. Els buits de les façanes són el resultat de les diferents operacions de reforma que ha l'edifici ha sofert. La torre està rematada per una cornisa de motllura classicista i quatre escaraguaites en cadascuna dels cantons.
Són diversos els elements defensius de la torre: apareixen lladroneres en els fronts nord i sud i espitlleres en els fronts nord i est. Aquests últims elements es resolen mitjançant carreus, solució constructiva que es repeteix en els cantons i en els buits. Els llenços de la torre són murs de maçoneria de pedra. Aquesta església, en l'actualitat, no és sinó més aviat el resultat de les intervencions fetes al segle xviii, tal com destaca el mateix Varela les traces de la façana principal.
La torre és doncs un element més d'aquest complex i ric conjunt de caseriu, església i monestir. De fet, està dins del monestir, i adossada a una edificació que defineix la plaça principal del caseriu. Aquesta vinculació tan estreta fa que sembli raonable proposar que s'estengui l'àmbit de protecció a tots aquests elements, incloent per descomptat el mateix caseriu existent en l'entorn pròxim.
La Santa Faç va romandre dins del terme d'Alacant després de la segregació de la vila de Sant Joan al segle xviii. El 1889, tot coincidint amb l'IV Centenari, es va obrir el reliquiari i comprovar l'estat del llenç que era aproximadament d'uns 70 cm².

### Guerra Civil
Al començar la Guerra Civil Espanyola de 1936-39, comença la persecució religiosa a l'església catòlica pel bàndol republicà perquè l'església havia adherit al cop d'estat i l'havia aguanta espiritualment. En van seguir múltiples assassinats de sacerdots i monges i cremes de temples i convents. Alacant, en quedar en zona republicana, no n'és una excepció.
El 26 de juliol de 1936 milicians comunistes assalten el monestir i l'església de la Santa Faç. Vicent Rocamora Ontinyent i Antoni Ramos Alberola, alcalde de la pedania, entren en el cambril i després de trencar el cristall treuen la Santa Faç i l'amaguen en un cabàs de compra, ja que van considerar que la relíquia corria seriós perill a causa dels saquejos. Després de passar la nit a la casa de l'edil, la relíquia és traslladada amb tramvia o en vehicle municipal (segons les versions) a la Diputació Provincial on és emmagatzemada en la caixa forta.
El cambril de la Santa Faç va quedar intacte, però la resta de l'església va ser devastada i les imatges i altars cremats per milicians comunistes i anarquistes. L'arca on reposaven les restes de Pere Mena, que es trobava a l'església de Sant Joan, va ser cremada el mateix dia al costat de les imatges i altars de l'església parroquial.
Una vegada acabada la Guerra Civil, el monestir (que havia servit com fàbrica d'avions) és restaurat i s'hi construïx un nou altar, molt més espectacular que l'original, segons els plànols de l'arquitecte Juan Vidal Ramos i gràcies a les donacions de Manuel Prytz. El 1989 es realitza una rèplica de l'arca de Mossén Pere Mena.
A l'esquerra de l'altar de la Santa Faç hi ha la tomba del músic alacantí Òscar Esplà, que morí en 1976.

## Festivitat
El romiatge al monestir de la Santa Faç a Alacant té més de cinc segles d'antiguitat. És una gran festa alacantina en la qual es recorren els vuit quilòmetres que uneixen la Cocatedral de Sant Nicolau de Bari, punt de partida del romiatge, fins a l'arribada al monestir de la Santa Faç, amb la finalitat de venerar el llenç en el qual està plasmada la imatge de la faç de Crist recollida per la Verònica.
Al llarg d'aquest romiatge es resa el viacrucis i és típica la paraeta en la qual es prenen rosquilles i mistela. Una còpia del llenç realitza el romiatge per a posteriorment exposar l'original a la Plaça de Luis Foglietti.
La festivitat és sempre el segon dijous després de Setmana Santa. És tradicional que els assistents al romiatge vesteixin el vestit típic de pelegrí: una brusa negra i un mocador al coll amb els colors de la ciutat: blanc i blau. Als voltants de l'església hi ha parades de venda ambulant en els quals és típic comprar algun objecte d'artesania. També és característic d'aquesta festa que els pelegrins mengen a l'aire lliure, en els camps dels voltants.

## La Pedania
La pedania de Santa Faç s'articula al voltant del monestir i està dividida administrativament entre els municipis d'Alacant i de Sant Joan d'Alacant. Té 767 habitants (INE 2009), dels quals 640 viuen dins del terme alacantí i 127 dins del terme de Sant Joan.

## El Viacrucis
En els anys 50 del segle xx, Acció Catòlica va aixecar un viacrucis cap a la Santa Faç on es deté la relíquia i es realitzen els resos oportuns. Són tretze estacions de pedra arenisca amb una rajola representant la Passió. En els anys 80 són restaurades per l'Ajuntament alacantí. La reforma de l'Avinguda de Denia va obligar a desmuntar-les, si bé ja han tornat a col·locar al seu nou emplaçament. En el mateix trajecte es troben la Creu de Fusta i la moderna Creu de Bonavista. En la plaça del Monestir s'alçava una creu de pedra, avui desapareguda, igual que la Creu de Fusta.